# Capella d'Escaló
La Capella d'Escaló és una antiga capella romànica de l'àmbit del poble d'Escaló, en el terme municipal de la Guingueta d'Àneu, a la comarca del Pallars Sobirà. Pertany al territori de l'antic terme d'Escaló.
Les seves escasses restes estan situades a prop del poble d'Escaló, en el camí vell d'Espot. Tot just s'hi observa la planta, especialment a la part de l'absis.